# William Mackenzie (1er baron Amulree)
Pour les articles homonymes, voir William Mackenzie (homonymie) et Mackenzie.
William Warrender Mackenzie, 1er baron Amulree, (19 août 1860 - 5 mai 1942), est un avocat britannique, fonctionnaire et homme politique travailliste (plus tard national travailliste). Il est Secrétaire d'État de l'Air sous Ramsay MacDonald entre 1930 et 1931.

## Jeunesse et formation
Il est le fils de Robert Robyn, de Scone, Perthshire, et de Jean, fille de Basil Menzies. Il fait ses études à l'Université d'Édimbourg et est appelé à la barre, Lincoln's Inn, en 1886.

## Carrière
Mackenzie publie The Overseer's Handbook en 1889 et devient Conseiller de la reine en 1914. Il est nommé commandant de l'Ordre de l'Empire britannique (CBE) en 1917 et promu dans le même ordre comme chevalier (KBE) en 1918. Cette année-là, il devient président du Comité de la production, poste qu'il occupe jusqu'en 1919. Il est alors président du tribunal du travail entre 1919 et 1926 et président du National Wages Board for Railways entre 1920 et 1926, de la délégation industrielle au Canada et aux États-Unis entre 1926 et 1927 et du Departmental Committee on the Shop Hours Act 1927. Il est promu Chevalier Grand-Croix de l'Ordre de l'Empire britannique (GBE).
En 1929, Mackenzie est élevé à la pairie en tant que baron Amulree, de Strathbraan dans le comté de Perth. En octobre 1930, il est nommé Secrétaire d'État de l'Air dans le deuxième gouvernement travailliste de Ramsay MacDonald (succédant au défunt Christopher Thomson), avec un siège au cabinet, et est admis au Conseil privé en même temps. Il est l'un des rares travaillistes à suivre MacDonald dans le gouvernement national, où il conserve son poste jusqu'à la reconduction du gouvernement après les élections générales de novembre 1931, mais pas en tant que membre du Cabinet.
Lord Amulree préside également la Commission royale de Terre-Neuve en 1933, qui rédige un rapport sur l'avenir de Terre-Neuve en tant que dominion dans l'Empire britannique.

## Famille
Lord Amulree épouse Lilian, fille de W.H. Bradbury, en 1897. Elle est décédée à Cheam, Surrey, en juin 1916. Amulree est mort en mai 1942, âgé de 81 ans, et est remplacé dans la baronnie par son fils, Basil, qui est un médecin reconnu.